# تلاسول تئوتل

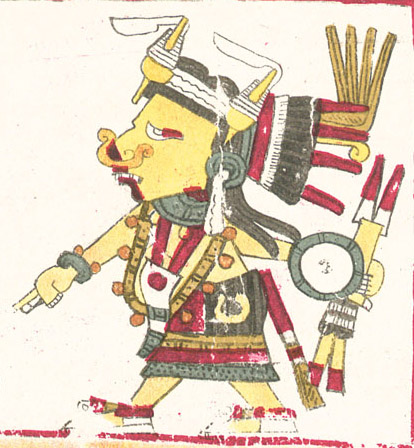
طرحی از تلازول تئوتل، مندرج در نسخه‌ای از مستندات بورژیا.

تلاسول تئوتل یا تلازول تئوتل، (تلفظ به زبان ناهواتل: [tɬasoɬte.otɬ]) ایزدبانوی تطهیر و شستشو، حمام بخار، و نیز ایزدبانوی ماماها و قابله گان، و همینطور ایزدبانوی کثافات و نجاست‌ها، به شمار می‌آمد. وی همچنین الهه حامی زناکاران و فواحش بود.

## معرفی
در زبان ناهواتل، کلمهٔ تلازولی tlazolli، می‌تواند به مفهوم شرارت و گناه، عیب و نقص و بیماری اشاره داشته باشد. به این ترتیب، تلاسول تئوتل را می‌توان الهه نجاسات و پلیدی ها(گناهان)، شرارت‌ها و جرم‌ها و خلافکاری‌های جنسی به شمار آورد. با این حال، وی الهه یا ایزدبانوی تطهیر و شستشو و پاکسازی و تصفیه نیز بود، و باعث از بین رفتن گناهان و بیماری‌های کسانی می‌شد که بر اثر اتحرافات و خلافکاری‌های خود، و مخصوصا بر اثر انحرافات و خلافکاری‌های جنسی و شهوانی، به این بیماری‌ها و گناهان دچار می‌شدند.
بر این اساس وی دارای طبیعتی دوگانه بود و این طبیعت دوگانه او در اپی تت‌های او نیز، دیده می‌شد: تلائل کوانی (زنی که پلیدی‌ها و نجاسات (گناهان) را می‌خورد) و تلازول میکوئیزتلی (مرگ ناشی از شهوترانی)، و ایشکوینا یا ایشکوینان (زنی با دو چهره). بر اساس آنچه که در مورد ایشکوینان تعیین شده‌است، تصور می‌شد که او، منطبق بر جمع متعددی از افراد گوناگون و چهار خواهر که هریک در سنین مختلفی به سر می‌بردند، باشد. نامهای این چهار خواهر، به ترتیب؛ تیاکاپان (اولین و بزرگترین خواهر)، تیکو (خواهر کمی جوانتر)، تلاکو (خواهر وسطی) و شوکوتزین (جوانترین خواهر)
پسر او سین تئوتل بود و این ایزدبانو همچنین با عنوان توسی نیز، شناخته می‌شد. او پس از سیزدهمین تِرِسنا (تِرِکنا)، از سال مقدس ۲۶۰ روزه، در بیشتر روزهای این سال، حضور می‌یابد. یکی دیگر از پسران وی، یام - کاکس، خدای مایایی ذرت می‌باشد.

## شرح

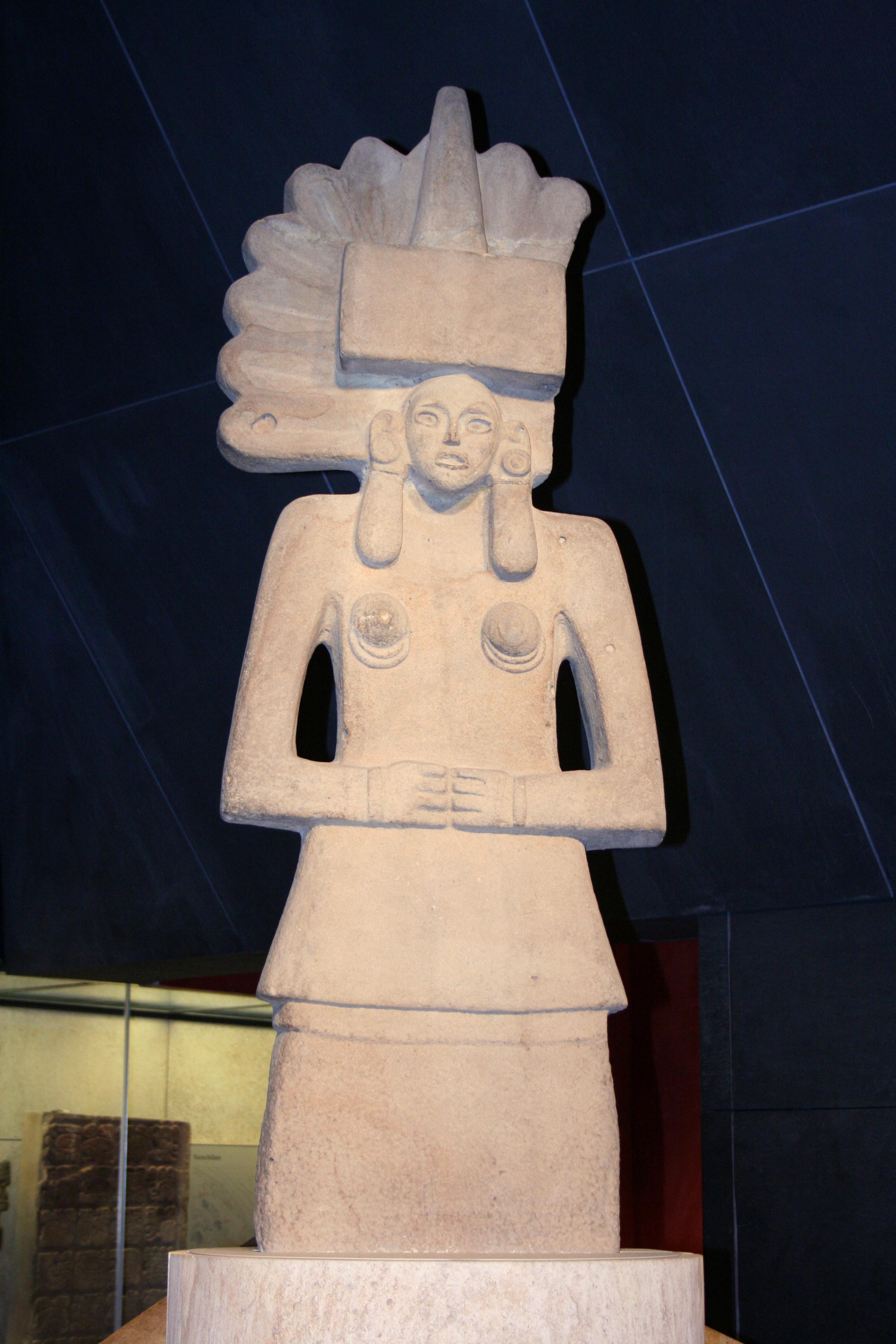
مجسمه توسی (تلاسول تئوتل)، که از مکزیکو بدست آمده، مربوط به سالهای ۹۰۰ تا ۱۵۲۱، در حال حاضر در بریتیش می‌وزیوم قرار دارد.

یکی از ایزدبانویان مهم تلاسول تئوتل، یا ایزدبانوی نجاست بود، که با پیامدهای شهوت و بی بند و باری مربوط بود، و در جشن‌های او، رقص‌های ذَکَر [رقص آلت مردی]، اجرا می‌شد. این ایزدبانو احتمالاً مدها و اندیشه‌ها و نشانه‌های مشخصی را از ایزدبانوان دیگر اخذ کرده بود. وی در واقع ایزدبانوی ماه به شکل آدم بود، امّا وقتی آزتک‌ها او را پذیرفتند، ایزدبانوی زایش گشت، و دیگر ایزدبانوی لذایذ شهوانی نبود و به تدریج به ایزدبانوهای پیر در دشت‌های مرتفع شبیه شد. وی در شکل مرسوم بازنمود خویش، همچون زنی ایستاده با دست‌ها بر روی شکم نموده شده‌است.
کاهنان تلاسول تئوتل در میان مردم اهمیت ویژه‌ای داشتند؛ زیرا وی چون ایزدبانوی زایش و حافظ زنان بود، پیروانش طالع را از روی یک سلسله ترکیبات پیچیدهٔ تقویم مذهبی می‌یافتند و پیشگویی می‌کردند. سنته ئوتل، ایزد ذرت، پسر اوست.
یکی دیگر از نامهای این ایزدبانو، تلائل کوانی، به معنای نجاست خوار است، که همذات بودن او را با اعتراف و تطهیر نشان می‌دهد. ناحیهٔ سیاه اطراف دهانش در تصویرنگاشت‌های وی، احتمالاً به وظیفه ناخوشایند، اما ضروری او مربوط می‌شود.

## مظاهر مختلف
تلاسول تئوتل در میان قوم اوآستک، ایزبانوی زمین، الههٔ باروری، حاصلخیزی، و لذت جسمانی و زندگی بخش بوده‌است. این ایزدبانو در تصویرنگاشت بورژیا، پلاک سینه‌ای از صدف مروارید دارد. وی ایزد ناپاکی و عشق شهوانی، زایش و طب آیینی نیز بود، و همانطورکه اشاره شد، یکی از مظاهرش با نام تلائل کوانی (خورندهٔ کثافت)، ایزدبانوی نجاست بود. وی گناه را می‌خورد و انسان را پاک و مطهر می‌ساخت. ویژگی‌هایش، دوک نخ ریسی در پوشش سر، و سیاه بودن پایین چهره و دور دهان است.
مظهر دیگرش ایشکوئینان، معرف چهار زن در سنین مختلف بود.
ساآگون نوشته‌است که قوم اوآستک، او را می‌پرستیدند و در جشن‌های مختلف، او و مریدانش، اوآستکای او، نامیده می‌شدند. بر سرش کلاه مخروطی شکل این قوم و بر گلویش صدفی دیده می‌شود.

## اسامی دیگر
- توسی
- ایشکوینامه